# Liste der Naturdenkmale in Merlscheid (bei Pronsfeld)
Die Liste der Naturdenkmale in Merlscheid nennt die im Gemeindegebiet von Merlscheid in Rheinland-Pfalz ausgewiesenen Naturdenkmale (Stand 13. April 2024).

## Naturdenkmale
| Nr.         | Bezeichnung | Lage                       | Beschreibung                                                                                  | Bild                          |
| ----------- | ----------- | -------------------------- | --------------------------------------------------------------------------------------------- | ----------------------------- |
| ND-7232-391 | Starkeiche  | Dorfstraße, bei Nr. 7 Lage | Quercus sp., um 1650 gekeimt; 18 m hoch bei 4,4 m Brusthöhenumfang und 18 m Kronendurchmesser | mehr Fotos \| Fotos hochladen |